# Daniel Tătaru
Daniel Tătaru (também Daniel Tataru; Romênia, 6 de maio de 1967) é um matemático romeno-estadunidense, que trabalha com análise matemática.
Recebeu o Prêmio Memorial Bôcher de 2002 por seu artigo On Global Existence and Scattering for the Wave Maps Equations.
Foi palestrante convidado do Congresso Internacional de Matemáticos em Pequim (2002: Nonlinear wave equations). É fellow da American Mathematical Society e foi eleito em 2014 membro da Academia de Artes e Ciências dos Estados Unidos.